# Урубамба (река)
Урубамба (шп. Río Urubamba) је уз реку Апуримак најважнији изворишни крак Амазона. Река извире на 4.314 метара надморске висине у близини града Куска у Перуу. Дугачка је 724 км и спајањем са реком Тамбо сачињава ток Укајали. На свом путу од извора до ушћа Урубамба носи неколико назива - Вилканота у горњем и Вилкамају у средњем делу тока. У њеној долини налазе се бројне рушевине древног царства Инка, где се посебно издваја Мачу Пикчу.